# Wass Daszoguz
Wass Daszoguz (turkm. «Wass» futbol kluby, Daşoguz) – turkmeński klub piłkarski, mający siedzibę w mieście Daszoguz na północy kraju.
W 1995 występował w Ýokary Liga.

## Historia
Chronologia nazw:
- 1994: Wass Taşauz (ros. «Васс» Ташауз)

Piłkarski klub Wass Taşauz został założony w miejscowości Daszoguz w 1994 roku. Zespół w 1994 zdobył awans do Wyższej Ligi Turkmenistanu. 
W 1995 debiutował w rozgrywkach najwyższej klasy, w której najpierw nie zakwalifikował się do szóstki najlepszych drużyn walczących o mistrzostwo, a potem zmagał się o utrzymanie w lidze w grupie spadkowej. Jednak w następnym roku nie przystąpił do rozgrywek i został rozformowany.

## Sukcesy

### Trofea międzynarodowe
Nie uczestniczył w rozgrywkach azjatyckich (stan na 31-05-2015).

### Trofea krajowe
Turkmenistan
| \| \| Zdobyte trofea w rozgrywkach Turkmenistanu (stan na: 31-12-2015) \| |                                                                  |      |          |
| Rozgrywki                                                                 | Osiągnięcie                                                      | Razy | Sezon(y) |
| Mistrzostwo                                                               | I miejsce                                                        | 0    |          |
| Mistrzostwo                                                               | II miejsce                                                       | 0    |          |
| Mistrzostwo                                                               | III miejsce                                                      | 0    |          |
| Mistrzostwo                                                               | ?. miejsce                                                       | 1    | 1995     |
| Puchar                                                                    | zdobywca                                                         | 0    |          |
| Puchar                                                                    | finalista                                                        | 0    |          |
| Puchar                                                                    | ćwierćfinalista                                                  | 1    | 1994     |
| II liga                                                                   | I miejsce                                                        | ?    | ?        |
| II liga                                                                   | II miejsce                                                       | ?    | ?        |
| II liga                                                                   | III miejsce                                                      | 0    |          |
| Turkmenistan                                                              | Zdobyte trofea w rozgrywkach Turkmenistanu (stan na: 31-12-2015) |      |          |

## Stadion
Klub rozgrywał swoje mecze domowe na stadionie Sport toplumy w Daszoguzie, który może pomieścić 10 000 widzów.